# Pardamean (Muara Batang Toru)
Pardamean is een bestuurslaag in het regentschap Tapanuli Selatan van de provincie Noord-Sumatra, Indonesië. Pardamean telt 358 inwoners (volkstelling 2010).